# Thomomys bottae planirostris
Thomomys bottae planirostris is een knaagdier dat voorkomt in zuidwestelijk Noord-Amerika. Dit dier is een ondersoort van de valleigoffer (Thomomys bottae). Hij is oorspronkelijk beschreven door Burt (1931). De typelocatie, de plaats waar het exemplaar vandaan komt op basis waarvan de ondersoort oorspronkelijk is beschreven, ligt in Washington County (Utah).